# Abaya Lacus
Der Abaya Lacus ist ein Methansee auf dem Saturnmond Titan. Sein irdischer Namensvetter ist der Abayasee in Äthiopien. Er weist einen Durchmesser von rund 65 km auf und befindet sich bei 73° 10′ 12″ N, 45° 33′ 0″ W.